# فيليبي فيليكس
فيليبي فيليكس (20 أبريل 1985 في البرازيل – )؛ هو لاعب كرة قدم كان يلعب كمهاجم لعب سابقاً في نادي العروبة .

## وصلات خارجية
- فيليبي فيليكس على موقع رابطة كرة القدم اليابانية للمحترفين (اليابانية)
- فيليبي فيليكس على موقع قاعدة بيانات كرة القدم.إي يو (الإنجليزية)
- فيليبي فيليكس على موقع Soccerway.com (الإنجليزية)
- فيليبي فيليكس على موقع عالم كرة القدم.نت (الإنجليزية)